# كلاوس آوغنتالر
كلاوس آوغنتالر (بالألمانية: Klaus Augenthaler) من مواليد 26 سبتمبر 1957 في بافاريا في ألمانيا ، لاعب كرة قدم ألماني سابق، ومدرب كرة قدم حالي كان مع الفريق الوطني الألماني الفائز في كأس العالم 1990 في إيطاليا .
بدأ مسيرته الكروية مع نادي بايرن ميونخ في عام 1975 ، و لعب معهم حتى عام 1991 ، و قد شارك في تلك الفترة في 404 مباراة وسجل 52 هدف،
و قد لعب مع منتخب ألمانيا لكرة القدم في 27 مباراة دولية و 47 بين عامي 1983 و1991.

## روابط خارجية
- كلاوس آوغنتالر على موقع الاتحاد الدولي (مؤرشف)  (الإنجليزية)
- كلاوس آوغنتالر على موقع قاعدة بيانات كرة القدم.إي يو (الإنجليزية)
- كلاوس آوغنتالر على موقع بيانات كرة القدم. دي إي (الألمانية)
- كلاوس آوغنتالر على موقع ناشيونال فوتبول تيمز (الإنجليزية)
- كلاوس آوغنتالر على موقع عالم كرة القدم.نت (الإنجليزية)
- كلاوس آوغنتالر على موقع كووورة